# 솜 전투
1916년 서부 전선에서 벌어진 솜 전투(Bataille de la Somme)는 전투 첫날 58,000여 명에 달하는 영국군 사상자(그때까지 하루 사상자 기록으로는 최고 기록이었으며 이 중 3분의 1이 전사자였다)로 인해 잘 알려진 전투다. 이 전투는 1916년 7월 1일 아라스와 알메르트 사이 솜강 북쪽 30km에 걸친 전선에서 시작해서 11월 18일까지 계속되었다.

## 배경
본디 전투는 1915년 말 프랑스군과 영국군의 합동작전으로 계획했었다. 이 작전은 프랑스군 최고사령관 조제프 조프르가 입안했는데, 영토 탈환보다 독일 예비 병력을 소모하게 해서 독일군 전체 전력을 약화시키기 위한 소모전 목적이었다.
이 계획은 1915년 12월 19일에 영국 원정군 총사령관으로 임명된 더글러스 헤이그가 동의하였다. 그는 영국 정부에 1916년 이 대규모 공세에 관한 허가를 받아낸다. 이 전투를 위해 영국군은 공격 부대를 편성하였고, 프랑스군과 더불어 우세한 병력과 장비를 집중해 공격에 나서려고 했으나 독일의 베르됭 전투로 말미암아 많은 프랑스군이 이 지역으로 파견되어 다른 성격의 전투를 치르게 된다.
결국, 작전은 변경되고 프랑스 요구로 8월 1일로 계획했던 작전이 7월 1일로 당기게 된다. 이는 베르됭에 대한 독일의 압박을 줄이기 위한 의도였다. 헤이그는 조프르로부터 이 작전의 모든 권한을 위임받는다. 헤이그는 꼼꼼하게 작전을 준비하고, 선봉부대 지휘관인 롤리손 장군과 함께 세부 작전을 수립한다.

## 전투 경과

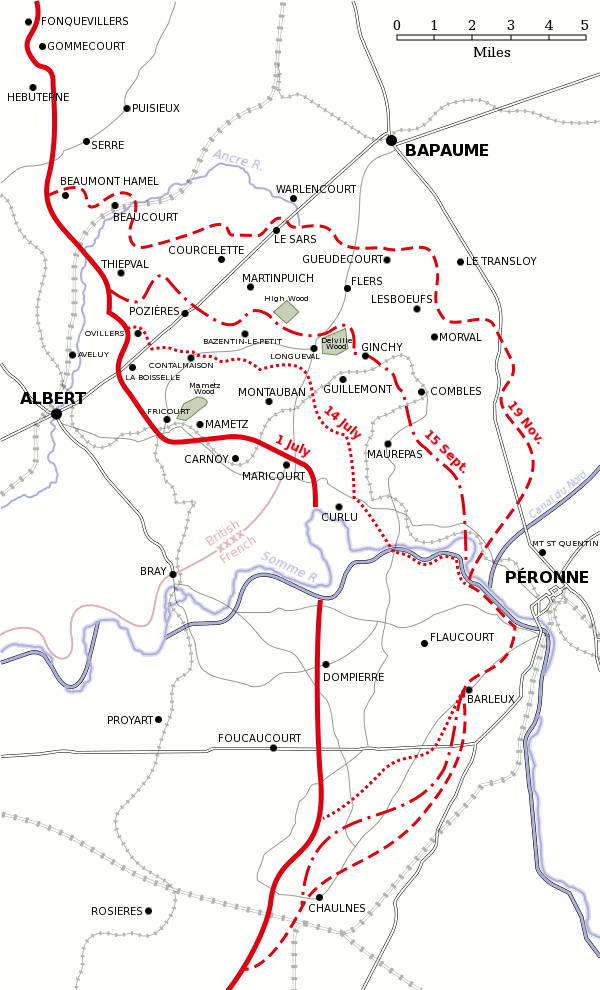
솜 전투 진행도. 1916년 1월 ~11월

6월 26일 독일군 진지에 대한 5일 동안의 영국군의 대규모 포격으로 작전이 시작된다. 이는 독일이 베르됭 공격에서 생각한 것과 마찬가지로 포격으로 독일군 병력을 괴멸시킨 뒤 보병을 무인지대를 거쳐 적의 참호로 돌격시키기 위한 작전이었다. 특히 주안점은 기관총과 철조망의 제거였다. 이 포격에는 영국군의 1,500문의 대포가 동원되었고 거의 비슷한 숫자의 프랑스군 대포도 합세하였다.
대규모 포격 뒤에 보병의 돌격이 시작되었고 포병의 지원사격이 계속되었다. 이는 보병이 첫 번째 독일군 참호라인으로 돌격하는 동안 포병은 2번째 세 번째의 방어선을 포격하는 형식으로 영국 포병은 잘 짜인 통신망과 관측으로 정확하게 포격을 계속하였다. 즉 전방의 전선상황에 따라 계속 포격의 대상을 바꾼 것이었다.
작전 지역 서쪽은 헨리 롤리손의 이러한 대규모 포격 진격전의 결과로 중앙부의 헤이그가 직접 지휘하는 부대들은 어느 정도 전진한 뒤 그 곳의 진지를 강화했다. 롤리손의 부대는 이 작전을 위해 많은 보급품과 전투 물자를 투입한다. 그러는 동안 영국 제4군의 나머지부대가 있는 북쪽에서는 제3군의 1개 군단이 합류한 뒤 기병 돌격전과 함께 독일 전선 돌파를 위해 돌격한다.

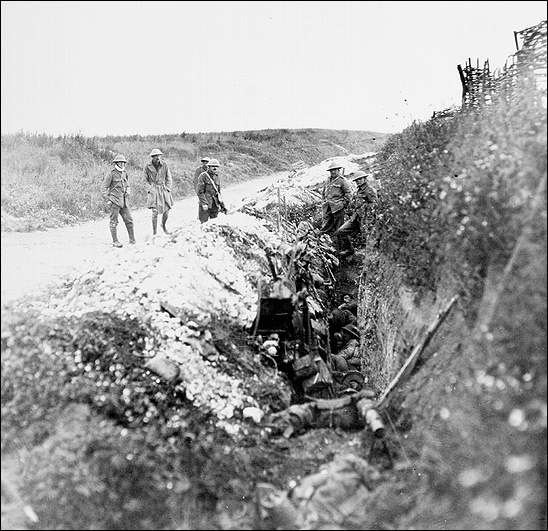
뉴펀들랜드군 병사

또한 헤이그의 후위에 있던 7 왕립경기병대가 독일군의 라인을 분리시키기기 위해 돌격하고 같은 시간 남쪽의 프랑스 제6군의 1개 군단이 작전계획대로 전진을 시작한다. 27개 사단이 이 전투에 동원되었고 그 중 80%가 영국군이었다. 연합국은 750,000명의 병력을 동원했는데 그에 비해 독일군은 제2군 예하의 16개 사단이 전부였다. 이는 명확히 연합군에게 우세한 작전이었다.
그러나 연합국의 대규모 포격은 독일군의 잘짜여진 철조망과 견고하게 지어진 벙커들을 파괴하는 데 실패하였고 결국 연합국은 많은 수의 포탄을 낭비한 결과만을 초래한다. 당시 영국군이 사용한 포탄에 불발탄이 많이 발생했다. 뇌관의 문제도 있었지만, 지상에 떨어진 포탄이 충격으로 뇌관이 작동하여 터지기에는 너무 물렁해서 그대로 땅속으로 파고 들어간 채 터지지 않은 경우가 많았던 것이다. 지금까지도 서부전선의 농부들은 이때의 벙커나 전투 흔적을 발견할 정도로 잘 구축된 방어선이었다. 연합군의 포격이 진행되는 동안 많은 독일군들은 벙커나 방공호에 숨어있었고 연합국은 엄청난 포격으로 독일군에게 치명적인 피해를 주는 데 실패하게 된다.
7월 1일 아침 7시 30분 대규모 17개의 지하 부설 지뢰 폭파와 함께 본격적인 공격을 개시하는데 사실 최초의 지뢰폭파는 10분 전인 7시20분에 이루어졌다. 이러한 지뢰 폭파를 통한 공격방식은 오늘날에도 보인다.

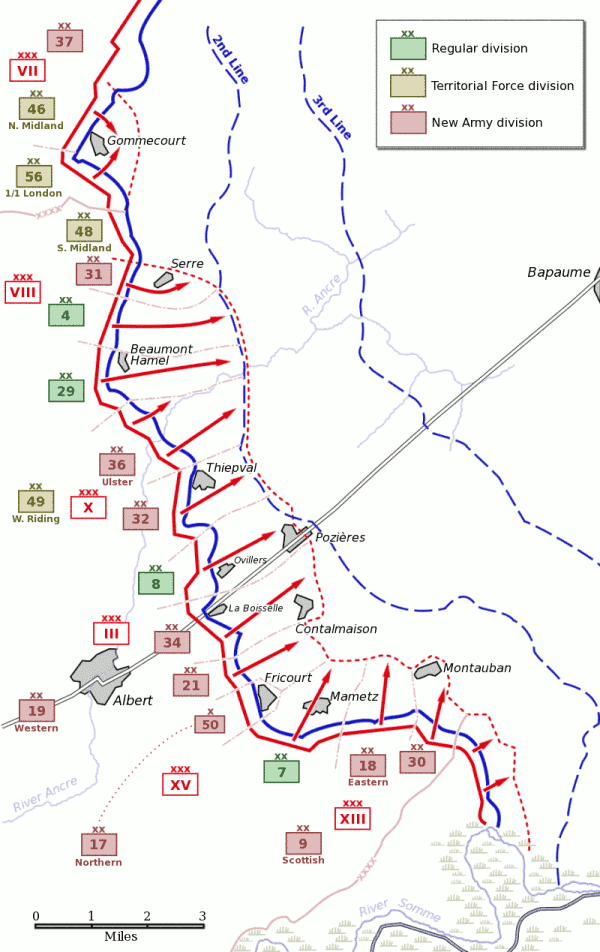
7월 1일, 영국군 보병대의 공격 방향

첫 번째 대규모 돌격이 감행되었고 사실 이는 독일군들에게 그다지 놀랄 만한 일이 아니었다. 독일군들은 지난 8일간의 포격으로 이미 연합국의 대공세가 있을 것이라 예상하고 있었다. 그러나 사전 대규모 포격의 실패로 인해 영국군은 첫 주 동안 아주 짧은 구간의 전진만을 성공시킨다. 무엇보다 내심 제거되었을 것으로 기대했던 철조망 지대와 기관총 진지들이 상당수가 여전히 포격 전처럼 유지되고 있었다.
사실 보다 성공적인 돌격은 남부라인의 끝자락에 위치한 프랑스군에 의해 이루어졌다. 프랑스군은 돌격전 몇시간 포격을 계속하였고 갑작스런 기습으로 독일군을 혼란에 빠트린 것이다. 또한 독일군들은 베르됭에서의 엄청난 피해로인해 프랑스군이 대규모 공격을 이지역에서 감행하리라곤 생각하지 못한 것이었다. 프랑스군은 전투 초반 그들의 계획을 거의 모두 달성한다.
하지만 영국군은 독일군의 기관총 사격으로 인해 거의 대부분의 병력이 원래의 진지로 들어가 있는 상황이었다. 또 많은 수의 보병들이 느린 속도로 독일군의 방어선을 향해 전진하였는데 이는 독일 기관총 사수들에게 좋은 표적이 될 뿐이었다. 따라서 많은 영국군이 무인지대에서 전사한다.
첫날의 58,000명에 달하는 영국군 희생에도 불구하고 헤이그는 다음날 다시 진격을 명령한다. 이는 성공하긴 하지만 많은 피해와 함께 결국 목표를 완전히 달성하진 못한다. 아무튼 7월11일 영국군은 독일의 첫 번째 방어 진지를 점령하는 데 성공하지만 이날 독일군은 베르됭전투에서 15개 사단을 이 지역으로 보내 방어를 강화한다.

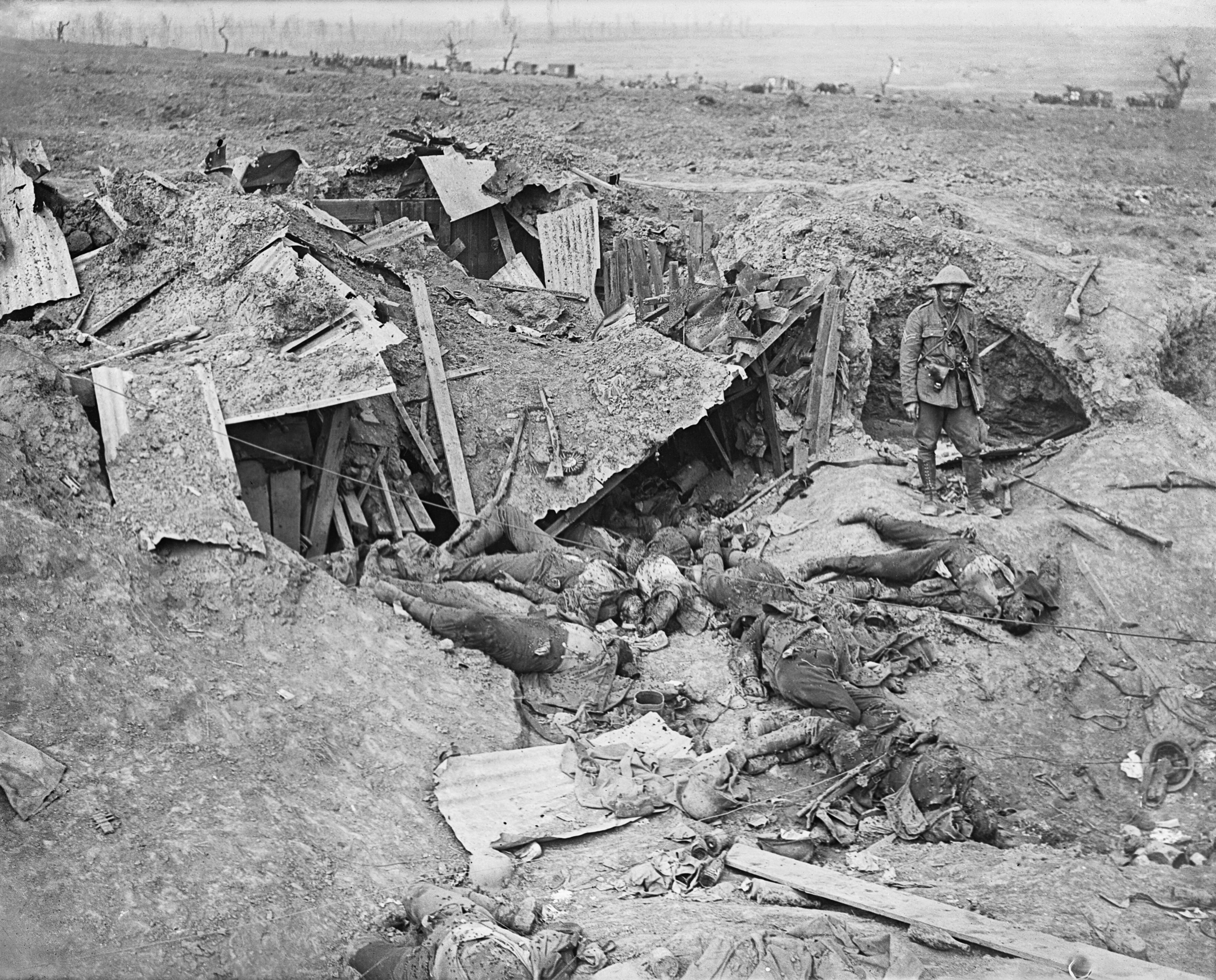
독일군의 시체

7월 19일 지역의 독일군은 재편되고 방어를 더욱 강화하게 된다. 헤이그는 이 공세를 여름을 지나 11월까지 계속하게 된다. 비록 독일군의 포지어 장군을 사로잡는 등의 몇번의 괄목한만한 성과도 있었지만 전선은 다시 고착상태에 빠지게 된다.
9월 초순 프랑스 제10군이 이 공세에 합류하고 산발적인 공세를 계속한다. 특히 후반에는 전차가 전선에 등장해 영국군의 15개 사단에서 이 탱크를 사용하게 된다. 이 첫 번째 탱크의 등장은 처음에 50대로 시작하였는데 기관총 중대에 배속되어 3, 4소대로 편성되었다. 그리고 9월 솜에 도착하는데 기계적 결함과 고장으로 인해 탱크의 숫자는 24대로 줄어있었다.
이 탱크의 등장은 독일군에게 엄청난 충격을 주었고 활약도 했지만 이 초반의 탱크들은 많은 결함과 고장으로 그리 신뢰받지는 못하였다. 9월 15일 처음으로 탱크가 전선에 투입되었고 이 날의 전투는 성공적으로 끝났다.
로윌슨의 부대는 프랑스의 제6군이 영국 주력의 우익으로터 독일군의 공세를 막으며 이를 격파하는동안 전 참호를 돌파하는 데 성공한다. 그동안 캐나다군은 그들의 7대의 전차와 함께 Courcelette를 점령하고 제15스코틀랜드 사단은 Martinpuich를 점령한다. 이는 모두 탱크의 활약에 힘입는다. 그러나 동남부에서는 독일군들에게 탱크를 노획당하기도 한다.
9월 25일에서 27일사이 헤이그는 새로운 공세를 시작한다. 그 후 영국군은 여러번의 공격을 감행하는데 그 성과는 그리 크지 못했다. 프랑스군도 이 공세에 가담한다. 프랑스의 조프르 장군은 헤이그에게 공세를 계속할 것을 주문하는데 이 당시 프랑스군은 베르됭에서 공격을 계속해 잃은 땅을 계속해서 되찾고 있었다. 따라서 이는 공세의 중단으로 솜의 독일군이 베르됭으로 다시 배치되는 것을 막기 위해서였다.
11월 13일 영국군은 마지막 공세를 취해 독일군의 Beaumont Hamel요새를 점령하는 데 성공하게 된다. 이 솜전투는 11월 18일 폭설로 인해 중단된다.

## 희생자
이 공세를 통해 프랑스와 영국군은 15km의 전진을 하게 되는데 이 땅을 위해 42만 명의 영국군과 20만 명의 프랑스군이 다치거나 전사하고 독일군도 50만 명에 이르는 사상자를 기록한다. 구체적인 수치는 다음과 같다.
| 국가              | 총 사상자             | 전사 / 실종 | 포로     |
| ----------------- | --------------------- | ----------- | -------- |
| 영국              | 360,000명 이상        | -           | -        |
| 캐나다            | 25,000명              | -           | -        |
| 오스트레일리아    | 23,000명              |             | < 200    |
| 뉴질랜드          | 7,408명               | -           | -        |
| 남아프리카 연방   | 3,000명 이상          | -           | -        |
| 뉴펀들랜드 자치령 | 2,000명 +             | -           | -        |
| 소계              | 419,654명             | 95,675명    | -        |
| 프랑스            | 204,253명             | 50,756명    | -        |
| 연합군 총계       | 623,907명             | 146,431명   | -        |
|                   |                       |             |          |
| 독일 제국         | 465,000명 ~ 600,000명 | 164,055명   | 31,000명 |